# Naissance en 971
Naissance
- 967
- 968
- 969
- 970
- 971
- 972
- 973
- 974
- 975

Cette page dresse une liste de personnalités nées au cours de l'année 971 :
- 2 octobre : Mahmoud de Ghaznî, dirigeant de l'Empire ghaznévide.

- Oliva de Besalù, comte de Berga et comte de Ripoll devenu évêque de Vic.
- Kushyar Gilani (en), mathématicien, astronome et géographe iranien.

## Crédit d'auteurs
- Cet article est partiellement ou en totalité issu de l'article intitulé « 971 » (voir la liste des auteurs).